# Artur Robak
Artur Robak (ur. 7 czerwca 1978) – polski koszykarz, występujący na pozycji środkowego.

## Osiągnięcia
Klubowe
- Awans do PLK:
  - z Notecią Inowrocław (1996)
  - ze Sportino Inowrocław (2008)
- Mistrz Polski juniorów starszych (1997)[1]

Indywidualne
- Lider PLK w blokach (2005)